# 巴赫林
50°13′2″N 30°12′47″E / 50.21722°N 30.21306°E

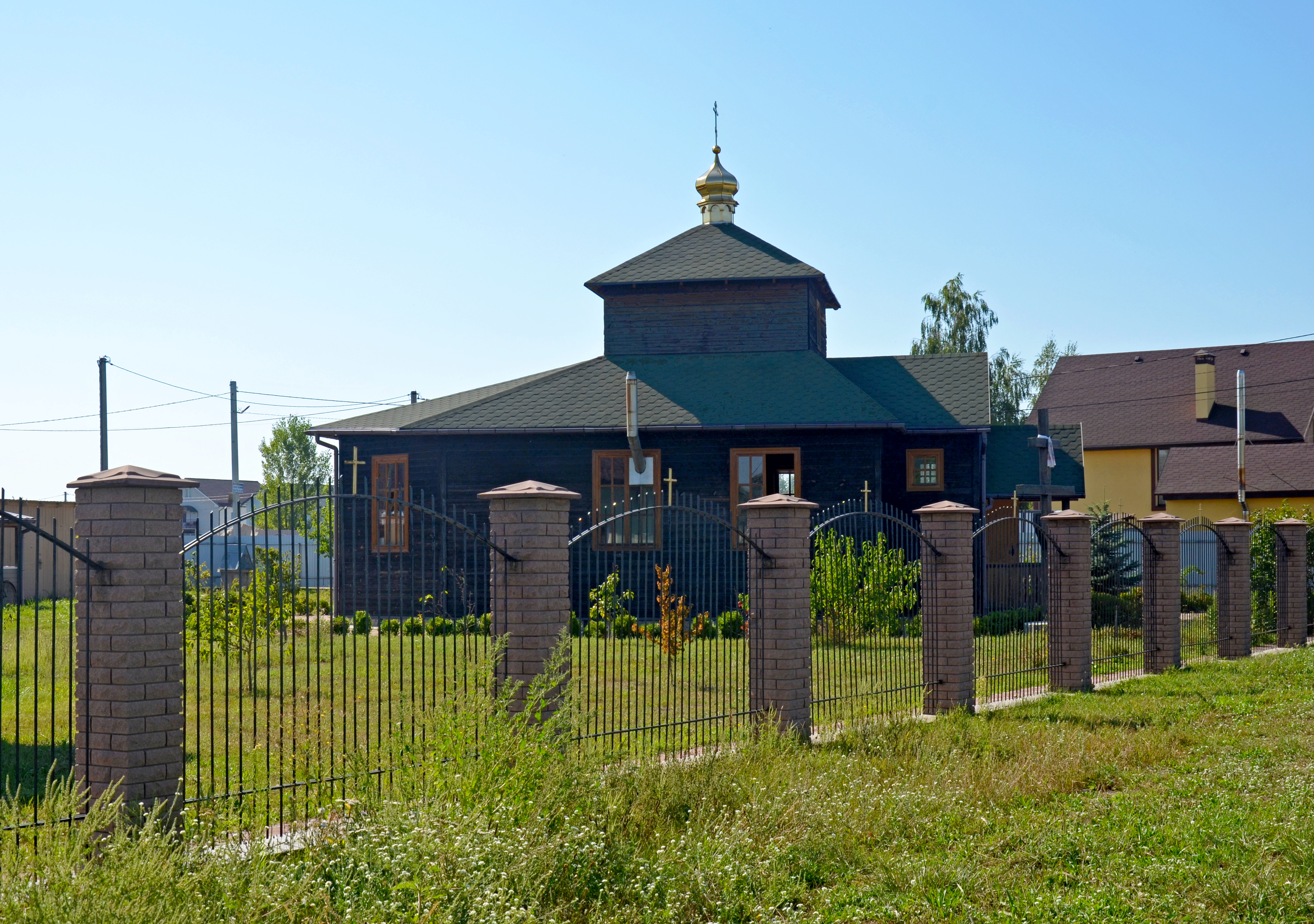
教堂

巴赫林（烏克蘭語：Багрин）是位於烏克蘭北部的村莊，由基辅州法斯蒂夫區的卡利尼夫卡市鎮負責管轄。該村始建於1912年，面積1.02平方公里，海拔高度185米，2001年人口1,092，人口密度每平方公里639.2人。